# 山形の塔
山形の塔（やまがたのとう）は、沖縄県糸満市にある慰霊塔。

## 概要
山形県出身者で編成された歩兵第32連隊が軍旗を奉焼した地に建てられた塔であり、沖縄県をはじめ海外諸地域において戦没された山形県出身者四万余柱の諸霊を祀っている。敷地面積は1,035.96m2。合祀者数は40,834柱　であり、内訳が沖縄戦戦没者765柱、南方諸地域戦没者25,612柱、その他地域戦没者14,457柱となっている。尚、納骨はされていない。
1964年4月、山形県出身戦没者の慰霊塔を建立するため関係機関・団体で構成された「山形県戦没者沖縄慰霊塔建設期成同盟会」が結成され、山形県をあげての事業として塔の建設が進められる。翌年の1965年2月、沖縄県糸満市真栄里地区に「山形の塔」が建立。塔には山形県産の石材が使用された。現在山形県の委託によって公益財団法人沖縄県平和祈念財団が管理している。
1972年の沖縄返還以来、遺族代表をはじめ、沖縄県内の地元関係者の参列を得て慰霊祭が毎年現地で行われている。

## 所在地
- 沖縄県糸満市真栄里ウテル原1821-

## 周辺
- 白梅の塔
- 歩兵第三十二連隊碑
  - 歩兵第32連隊で生き残った隊員達により建立した記念碑。